# Города Бутана

## 10 самых больших городов
1. Тхимпху — 62,500
2. Пхунчхолинг — 60,400
3. Пунакха — 21,500
4. Самдруп-Джонгхар — 13,800
5. Гелепху — 6,700
6. Паро — 4,400
7. Трашиганг — 4,400
8. Вангди-Пходранг — 3,300
9. Дагана — 3,100
10. Тронгса — 2,300

## Список городовБутанав алфавитном порядке
- Вангди-Пходранг — адм.центр дзонгхага Вангди-Пходранг
- Гаса — адм.центр дзонгхага Гаса
- Гелепху — город дзонгхага Сарпанг
- Дагана — адм.центр дзонгхага Дагана
- Дампху — адм.центр дзонгхага Циранг
- Деотханг
- Джакар — адм.центр дзонгхага Бумтанг
- Жемганг — адм.центр дзонгхага Жемганг
- Лхунце — адм.центр дзонгхага Лхунце
- Мебиса
- Монгар — адм.центр дзонгхага Монгар
- Паро — адм.центр дзонгхага Паро
- Пемагацел — адм.центр дзонгхага Пемагацел
- Пунакха — адм.центр дзонгхага Пунакха
- Пхунчхолинг
- Самдруп-Джонгхар — адм.центр дзонгхага Самдруп-Джонгхар
- Самце — адм.центр дзонгхага Самце
- Сарпанг — адм.центр дзонгхага Сарпанг
- Трашиганг — адм.центр дзонгхага Трашиганг
- Трашиянгце — адм.центр дзонгхага Трашиянгце
- Тронгса — адм.центр дзонгхага Тонгса
- Тхимпху — адм.центр дзонгхага Тхимпху
- Хаа — адм.центр дзонгхага Хаа
- Цимашам — адм.центр дзонгхага Чукха